# Caucasippus
Caucasippus is een geslacht van rechtvleugeligen uit de familie veldsprinkhanen (Acrididae). De wetenschappelijke naam van dit geslacht is voor het eerst geldig gepubliceerd in 1927 door Uvarov.

## Soorten
Het geslacht Caucasippus  is monotypisch en omvat slechts de volgende soort:
- Caucasippus rufipes (Fischer von Waldheim, 1846)